# フォンセカ湾
フォンセカ湾（スペイン語: Golfo de Fonseca: 発音 [ˈɡol.fo ðe fon.ˈse.ka]）は、中央アメリカにある、太平洋に面した湾。エルサルバドル、ホンジュラス、ニカラグアの3か国にまたがっている。

## 地理
フォンセカ湾の面積は約3,200km2であり、海岸線は261kmである。海岸線のうち185kmはホンジュラス、40kmはニカラグア、29kmはエルサルバドルである。フォンセカ湾の周辺には多くの火山がある。
フォンセカ湾周辺は典型的な熱帯気候・亜熱帯気候であり、雨季と乾季がはっきりしている。5月から11月が雨季であり、年降水量の80%近い1,400mm-1,600mmがこの時期に降る。12月から翌年5月が乾季であり、年間蒸発率は2,800mmに達する。フォンセカ湾に流入する水が減少するために、海水の逆流が起こりやすくなり、河口の塩分濃度が上昇して季節的な干ばつが発生する。
フォンセカ湾周辺の年平均気温は摂氏25度から30度である。3月と4月がもっとも気温が高く、11月と12月がもっとも気温が低い。相対湿度は場所によるが65%から86%の間で推移する。内陸部の平均気温は摂氏26度であり、フォンセカ湾よりもやや低くなる。フォンセカ湾の干満差は平均して2.3メートルである。干潮時にはカニ、巻貝、その他の種が顔を出す。満潮時にはマングローブ林が魚やエビなどの種を捕食者から守る。マングローブにはAvicennia bicolor、周辺にはテオシンテのZea luxurians、Zea nicaraguensisなどの植物が生え、一帯にはウイルソンチドリ、クロハサミアジサシなどの水鳥およびタイマイ、ケンプヒメウミガメ、アメリカワニ、ヒメウミガメなどの爬虫類が生息している。
1999年にホンジュラスの南ホンジュラス湿地システム、2001年にニカラグアのエステロ・レアル自然保護区とリャノス・デ・アパクンカ遺伝保護区がラムサール条約登録地となった。

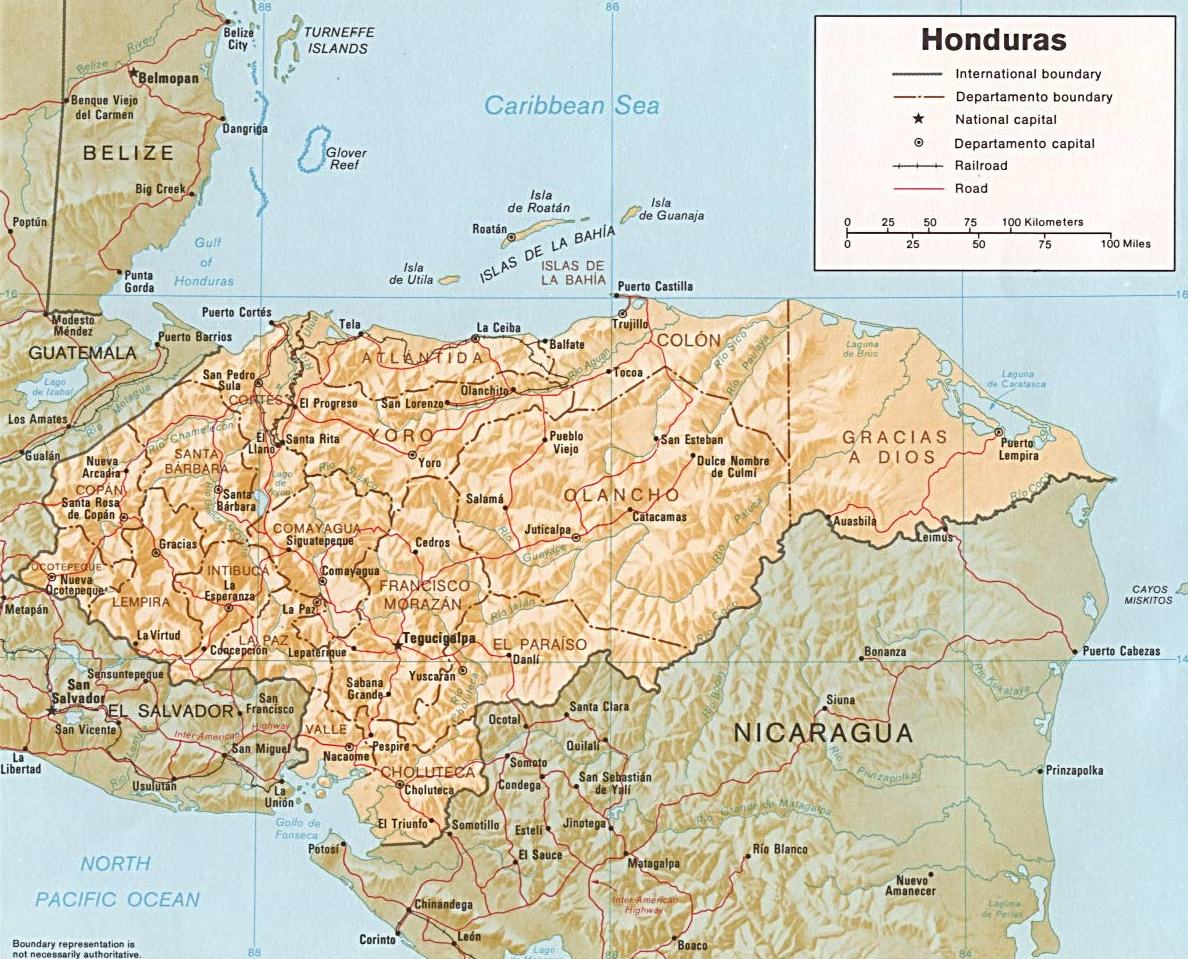
ホンジュラスの地図におけるフォンセカ湾（左下）
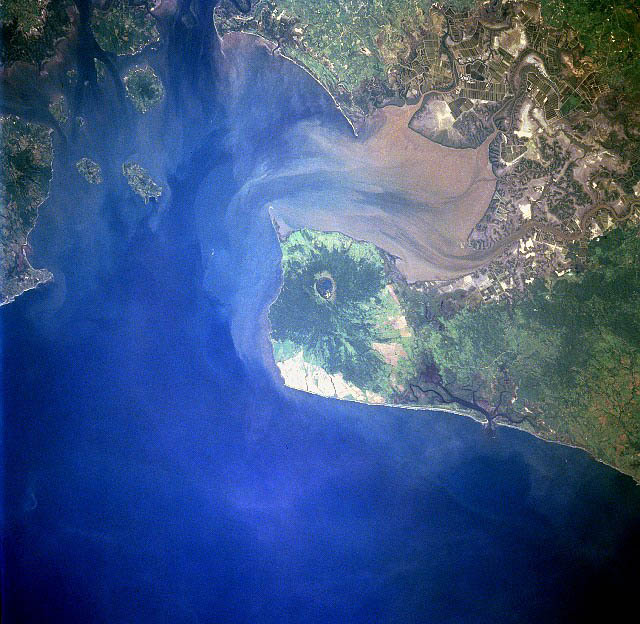
フォンセカ湾南東部
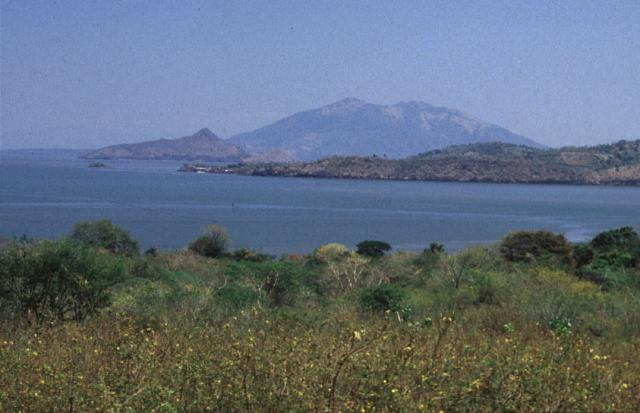
サカテ・グランデ島（スペイン語版）
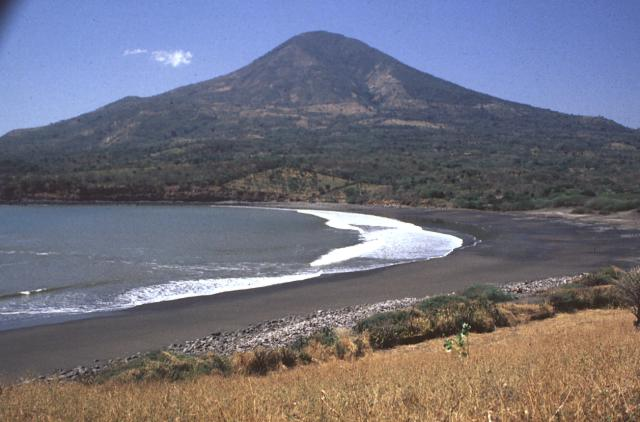
コンチャグア火山（スペイン語版）

## 歴史

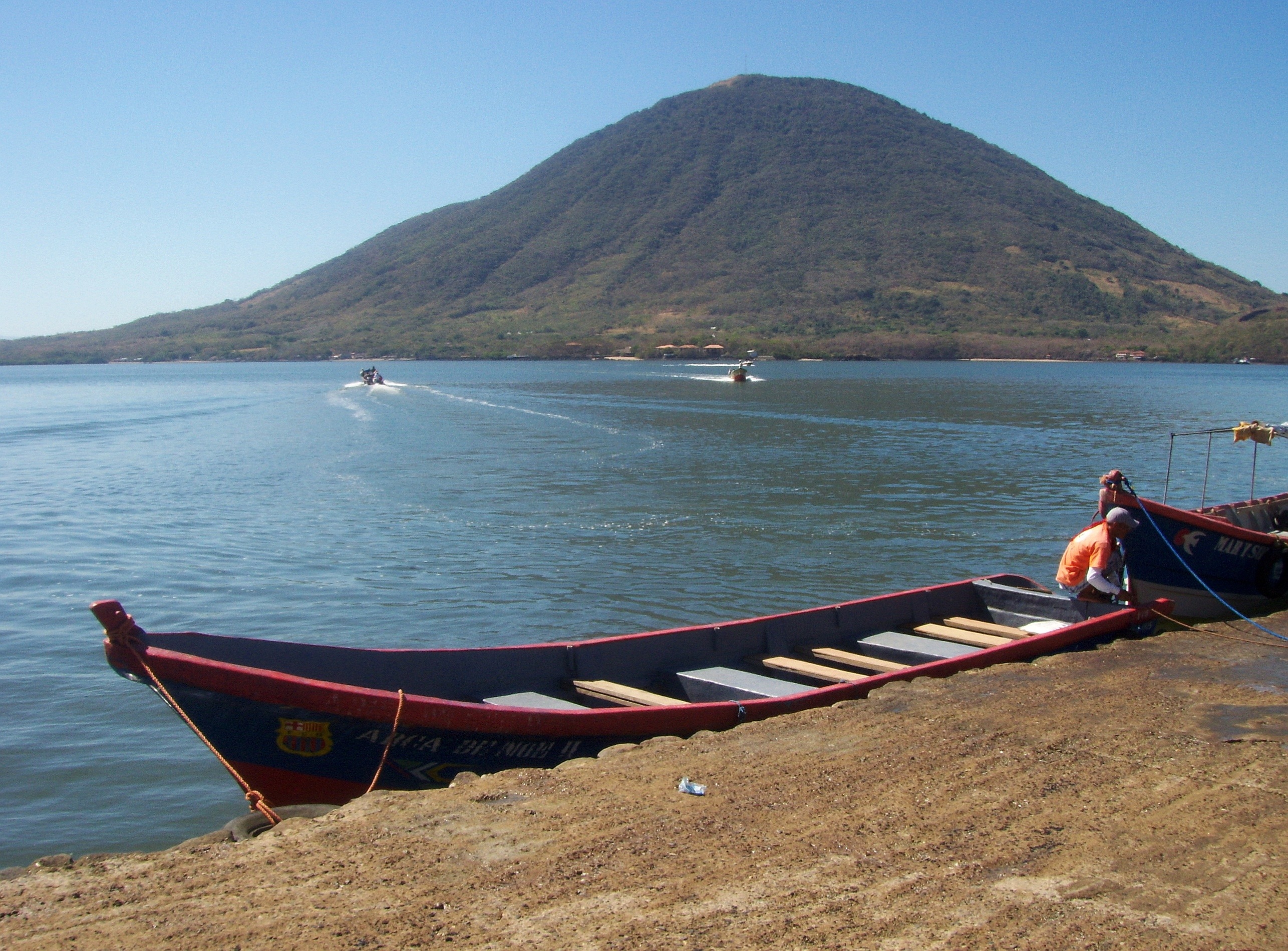
国境論争の舞台となったエル・ティグレ島

1522年、フォンセカ湾はスペイン人コンキスタドールのヒル・ゴンサレス・アビラが西洋人として初めて発見し、彼のパトロンであるフアン・ロドリゲス・デ・フォンセカの名前が付けられた。
1849年、アメリカ人考古学者のE・G・スクワイヤーは、アメリカ合衆国がカリブ海からフォンセカ湾までホンジュラスを横断する運河を建設するために交渉した。中央アメリカを統括していたイギリス人領事のフレデリック・チャットフィールドは、ホンジュラスにおけるアメリカ合衆国の存在がモスキート海岸（ニカラグアのカリブ海岸）を不安定化させることを恐れ、フォンセカ湾の入口にあるエル・ティグレ島を占領するために艦隊を送った。
フォンセカ湾に面するホンジュラス、エルサルバドル、ニカラグアの3か国は、フォンセカ湾自体と湾岸にある島嶼の権利をめぐって長らく論争を繰り広げてきた。1917年、中央アメリカ司法裁判所はフォンセカ事件と呼ばれる裁判の判決を下した。この事件はエルサルバドルとニカラグアの間で起こった論争であり、ニカラグアはアメリカ合衆国と結んだブライアン・チャモーロ条約に基づいて、フォンセカ湾岸の一部を海軍基地の建設のためにアメリカ合衆国に提供したが、エルサルバドルはこれがフォンセカ湾の共同保有権に違反していると主張した。中央アメリカ司法裁判所はエルサルバドル寄りの判決を下したが、アメリカ合衆国は裁判所の決定を無視した。
1992年、国際司法裁判所はフォンセカ湾の土地・島・海洋上の国境を決定し、エルサルバドル、ホンジュラス、ニカラグアがフォンセカ湾の支配権を共有するとした。エルサルバドルにはメアンゲーラ島とメアンゲリータ島が与えられ、ホンジュラスにはエル・ティグレ島が与えられた。